# Chapelle Sainte-Marie-du-Cap
La chapelle Sainte-Marie-du-Cap, dite « chapelle algérienne », est un bâtiment situé sur la commune de Lège-Cap-Ferret, en France, au niveau du village de l'Herbe, au bord du bassin d'Arcachon. Il s'agit du seul élément encore existant d'un vaste domaine construit par Léon Lesca, entrepreneur de travaux publics à son retour d'Algérie à partir de 1864. Achevée en 1885, elle est inscrite au titre des monuments historiques depuis 2008.

## Historique

### La Villa algérienne

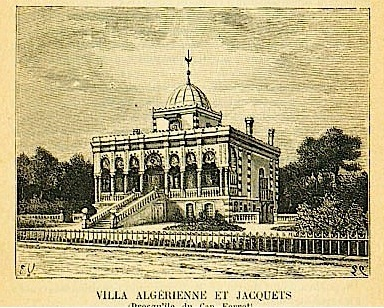
Villa algérienne circa 1870.

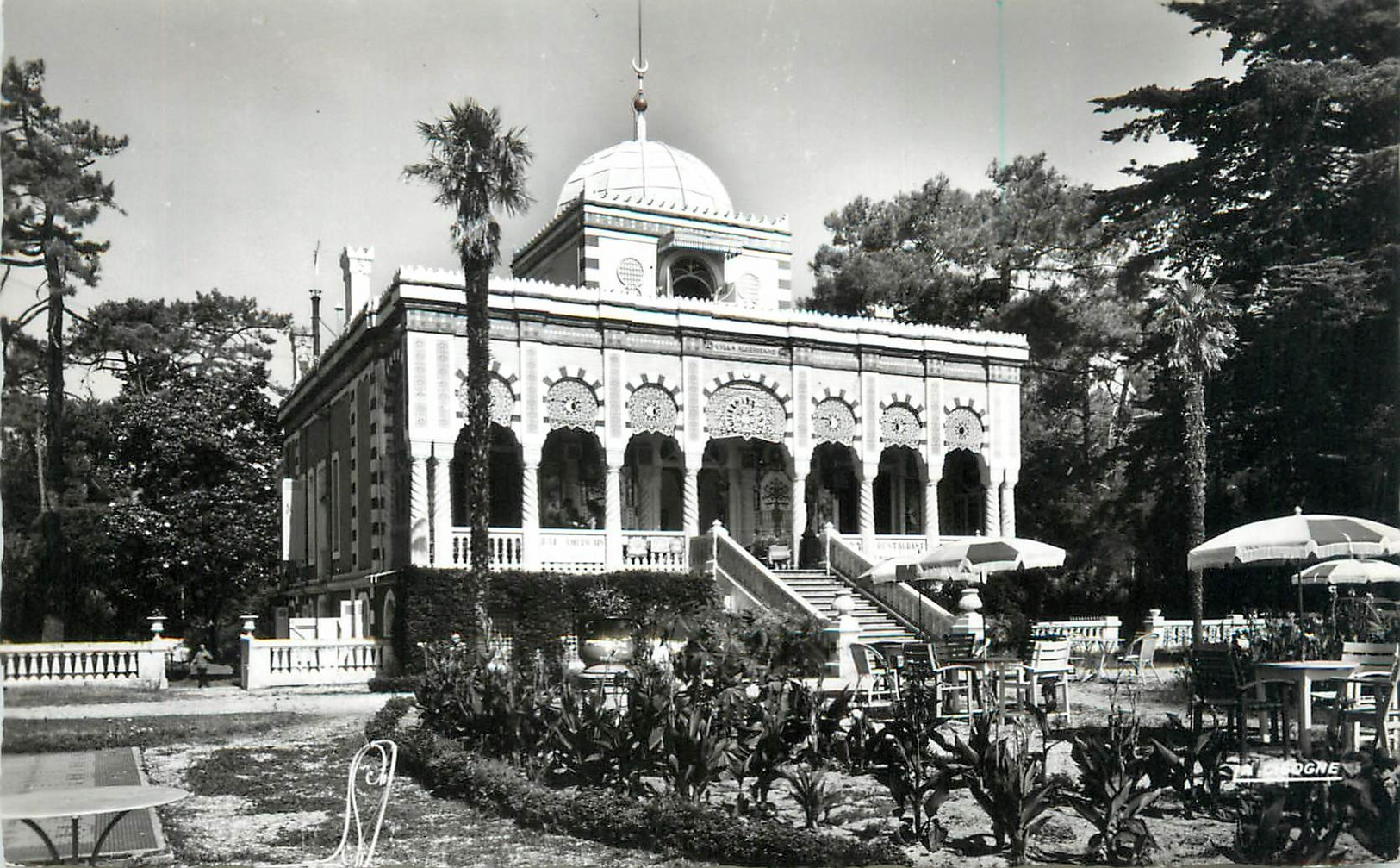
Autre vue de la villa.

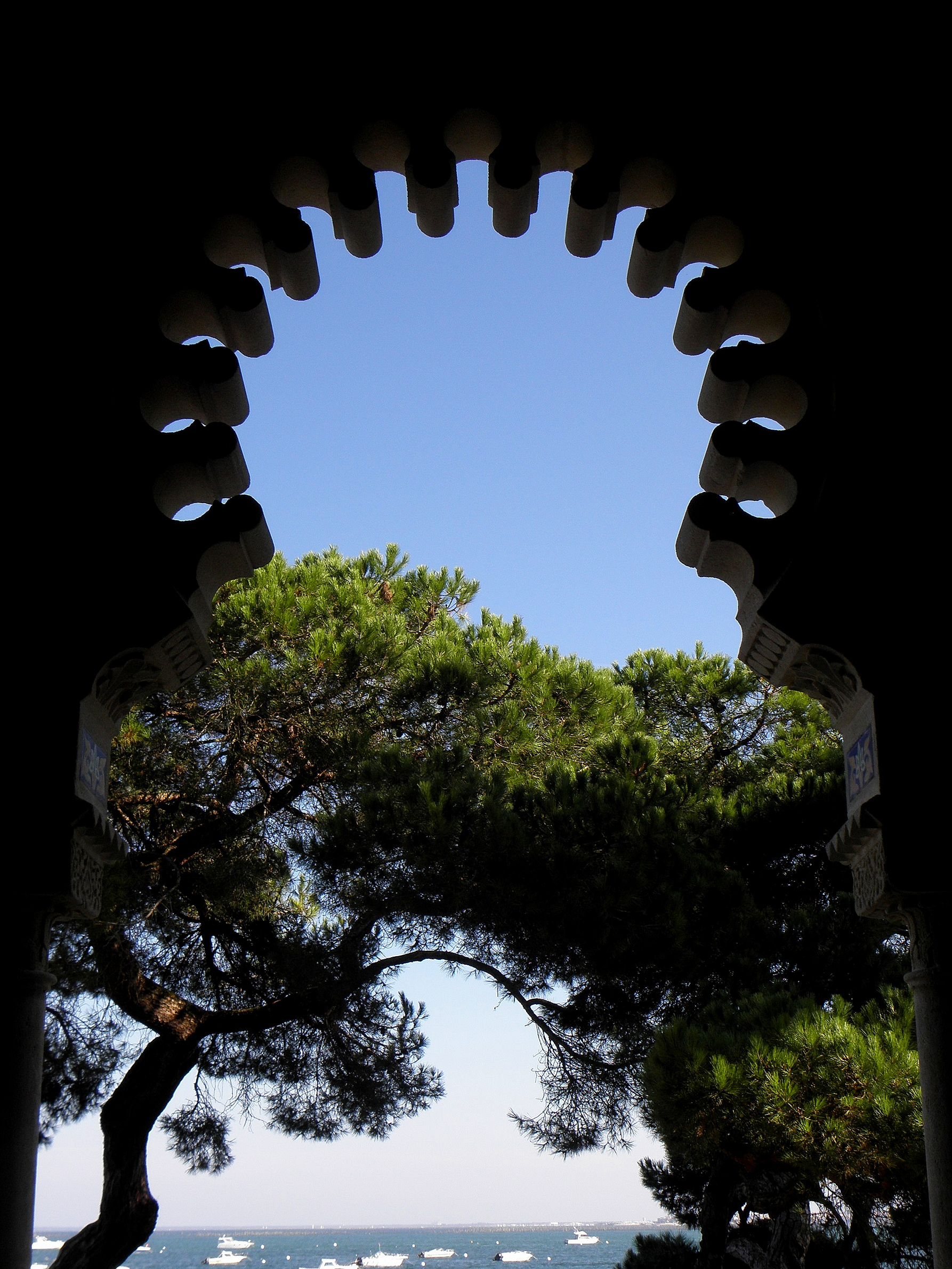
Vue depuis le porche de l'église.

C'est en 1863 que Léon Lesca et son frère — héritiers d'une famille d'exploitants forestiers et de résine — achètent à bas prix un vaste domaine de plusieurs centaines d'hectares en bordure de Bassin, entre le lieu-dit « le Boque » au Cap Ferret et Claouey. À l'époque, l'endroit est encore sauvage et dépourvu de route.
En 1865, l'entrepreneur de travaux publics né à La Teste, qui avait participé à la construction du port d'Alger, aussi philanthrope et bienfaiteur de la presqu’île, fait édifier au lieu-dit « Gnagnotte » un ensemble comprenant la « Villa algérienne », palais de style néo-mauresque entouré d'un parc de 25 ha aux essences exotiques diverses (palmiers, cèdres du Liban, bananiers, eucalyptus) et où paissent les paons. Entourée de mimosas, la villa est surnommée « Le Palais des Pachas ». Au fil des années, Léon Lesca développe et transforme son domaine, faisant venir le matériel en bateau depuis La Teste. Il crée des réservoirs à poissons, exploite la forêt environnante et des parcs à huîtres, construit une douzaine de maisons pour son personnel, une école, une jetée, un presbytère et une chapelle. À proximité, il fait même planter de la vigne (d'où le nom du port de la Vigne contemporain). À terme, 80 personnes travaillent sur la propriété,.
Celui qui sera conseiller général de La Teste de 1873 à 1897 et achètera le Grand Hôtel d'Arcachon vivra dans la villa jusqu’à sa mort en 1913, alors âgé de 88 ans. Plus tard, en villégiature au Cap Ferret, l'écrivain Jean Cocteau enverra à des amis parisiens une carte postale représentant le bâtiment, notant : « Voici la fameuse et incroyable villa des propriétaires de la moitié du pays ». Laissée à l’abandon par ses héritiers, réquisitionnée par les Allemands sous l'Occupation, elle est vendue, puis détruite par un promoteur immobilier en 1965,. Derrière la chapelle se trouve un lotissement de résidences secondaires, propriété d'une cinquantaine des descendants de Léon Lescat.
Seuls subsistent aujourd'hui la paroi du fond de la « grotte », un pont en rocaille, deux cuviers et la chapelle Sainte-Marie du Cap.

### La chapelle
C'est l'architecte Jean-Eugène Ormières (1823-1890) qui réalise cet édifice de style néo-mauresque en 1884-1885, destiné au culte catholique. En effet, jusque là, le Cap Ferret ne disposait pas de lieu de culte et il fallait se rendre à Arcachon en pinasse pour assister à la messe, ce qui était dangereux. Bien qu'il s'agisse d'une chapelle privée, elle est utilisée par les habitants des villages ostréicoles des environs. Léon Lescat obtient l'autorisation du président de la République Jules Grévy pour la construire.
Elle s'insère dans le mouvement architectural « orientalisant » qui se développa sur le bassin d'Arcachon dans la deuxième moitié du XIXe siècle (casino mauresque d'Arcachon, villas de la ville d'Hiver, etc.). Sur le clocher, un original rapprochement entre la croix et le croissant de lune, une inscription latine « gloria Deo » et une seconde en arabe, traduite par « bienvenue à vous », reflètent les influences culturelles du commanditaire. Elle a vocation à être symbole d'ouverture et de paix. La polychromie, la présence de carreaux de céramique aux motifs géométriques et floraux, l'utilisation de l'arc outrepassé, ici polylobé, illustrent l'influence du style mauresque. À l'intérieur est placé un lustre en bois, verrerie, porcelaine et pompons en tissus multicolores, ainsi qu'une étoile à cinq branches, significative pour les trois religions du livre (les cinq piliers de l'Islam, les cinq livres de la Torah ou encore les cinq plaies du Christ et les cinq mystères joyeux).
La chapelle Sainte-Marie-du-Cap est bénie le 8 septembre 1885 par l'abbé Lacouture. Elle demeure longtemps le seul lieu de culte de la presqu'île ; on y venait à pied à travers la forêt. Le premier et seul chapelain fut l'abbé Noailles. Propriété de la ville de Lège-Cap Ferret depuis sa vente par le diocèse pour 1 € symbolique, elle est inscrite à l'inventaire des monuments historiques depuis août 2008. Elle est toujours affectée au culte catholique.
En juin 2011, une rénovation complète est achevée. De nos jours, on y célèbre des messes en été et des mariages ou des baptêmes pour les résidents réguliers du village de l'Herbe. En été, elle accueille aussi des célébrations et des concerts.
Inaugurée en 1966, l'église Notre-Dame-des-Flots du Cap Ferret, située plus bas sur la presqu'île, se trouve sur le site d'une chapelle construite en 1893.

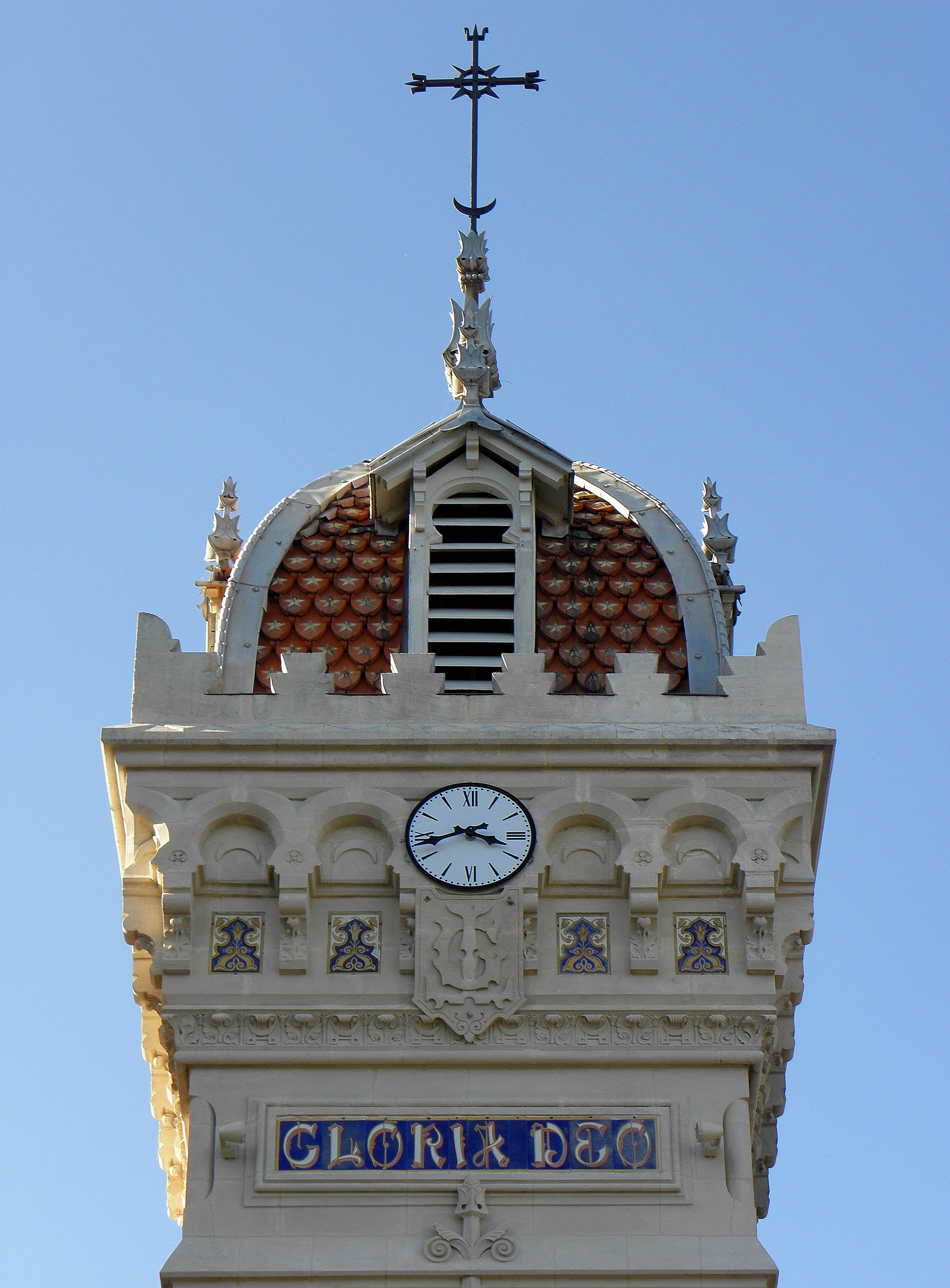
Clocher.
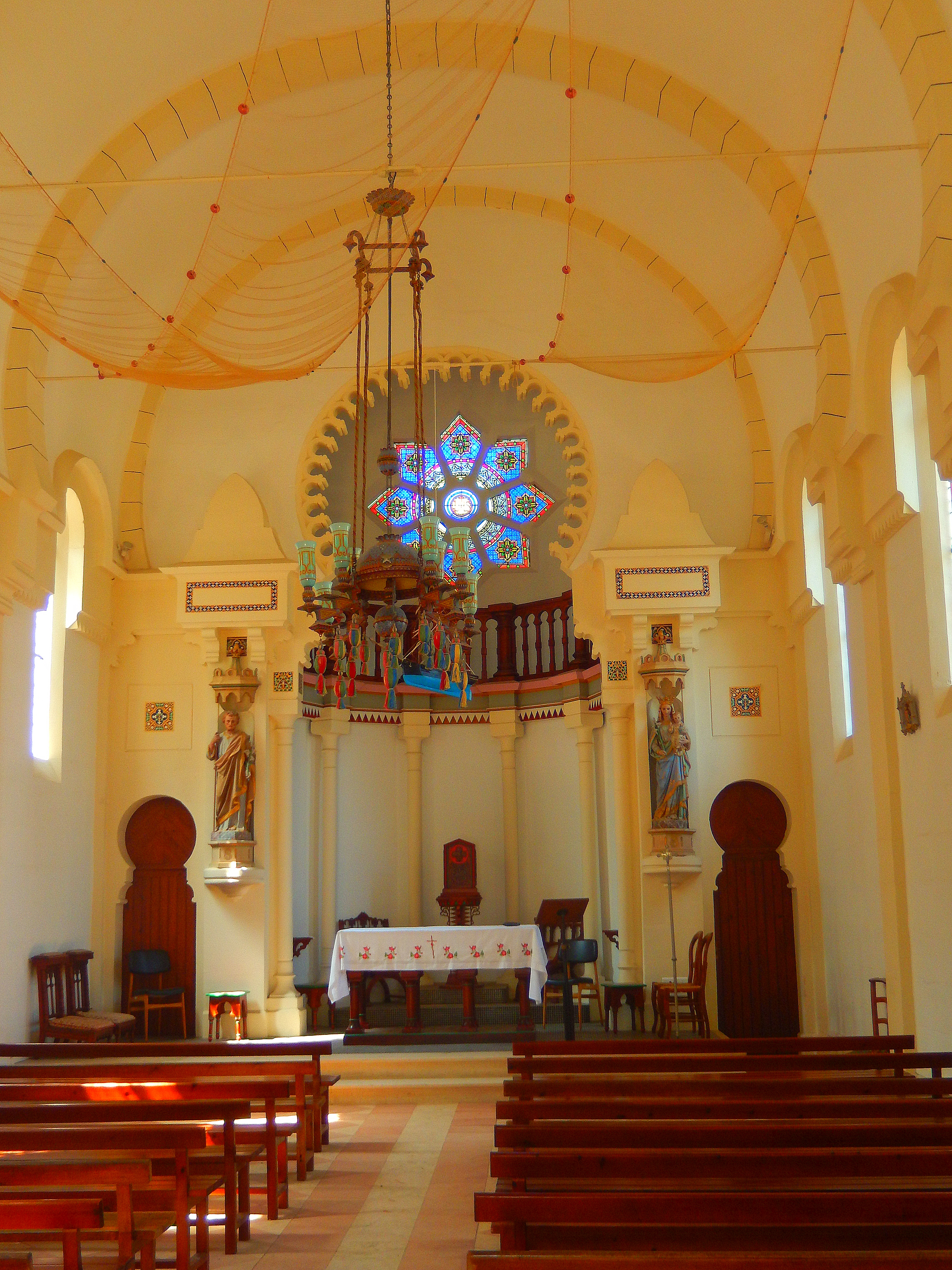
Intérieur.
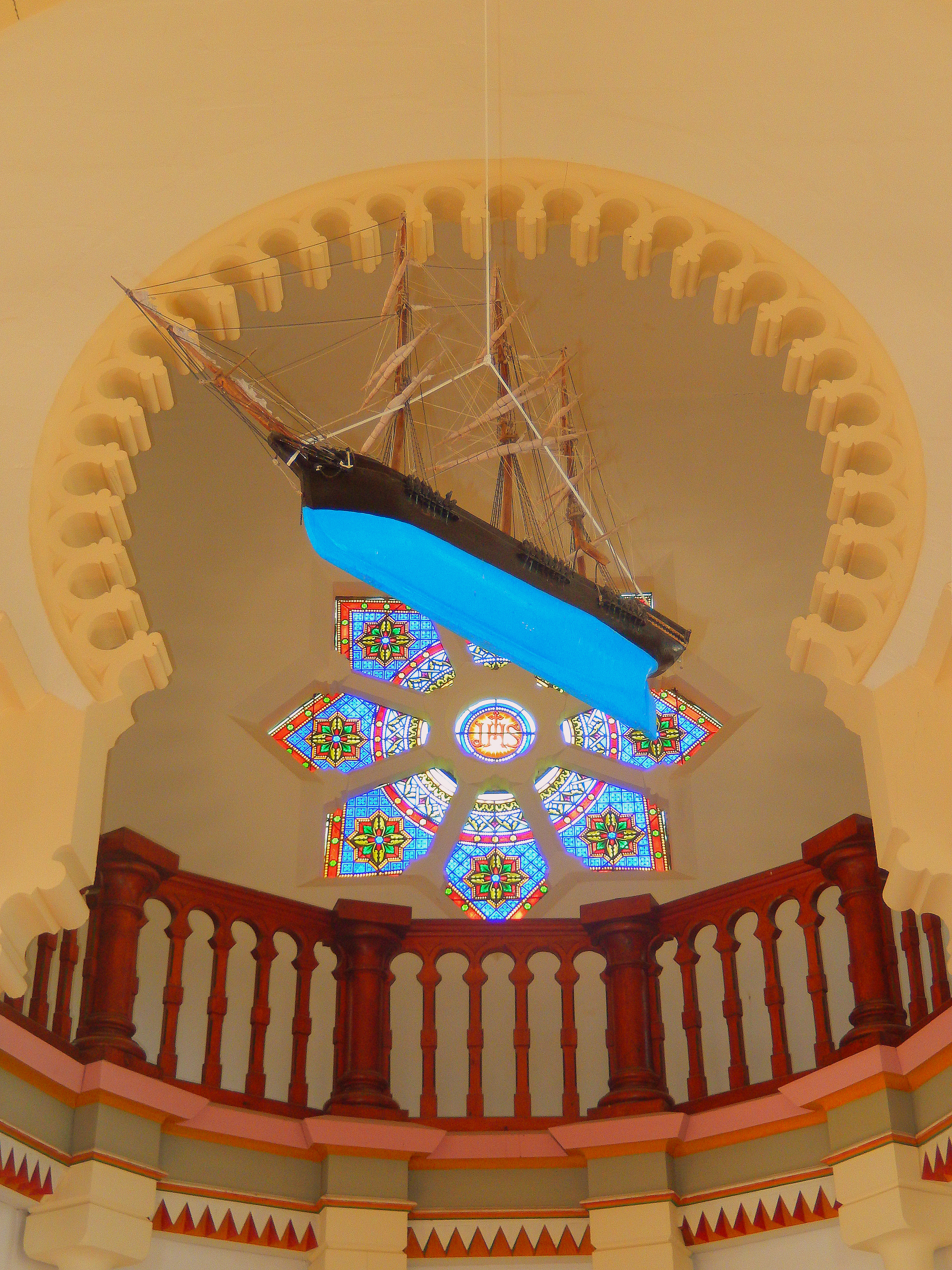
Intérieur.
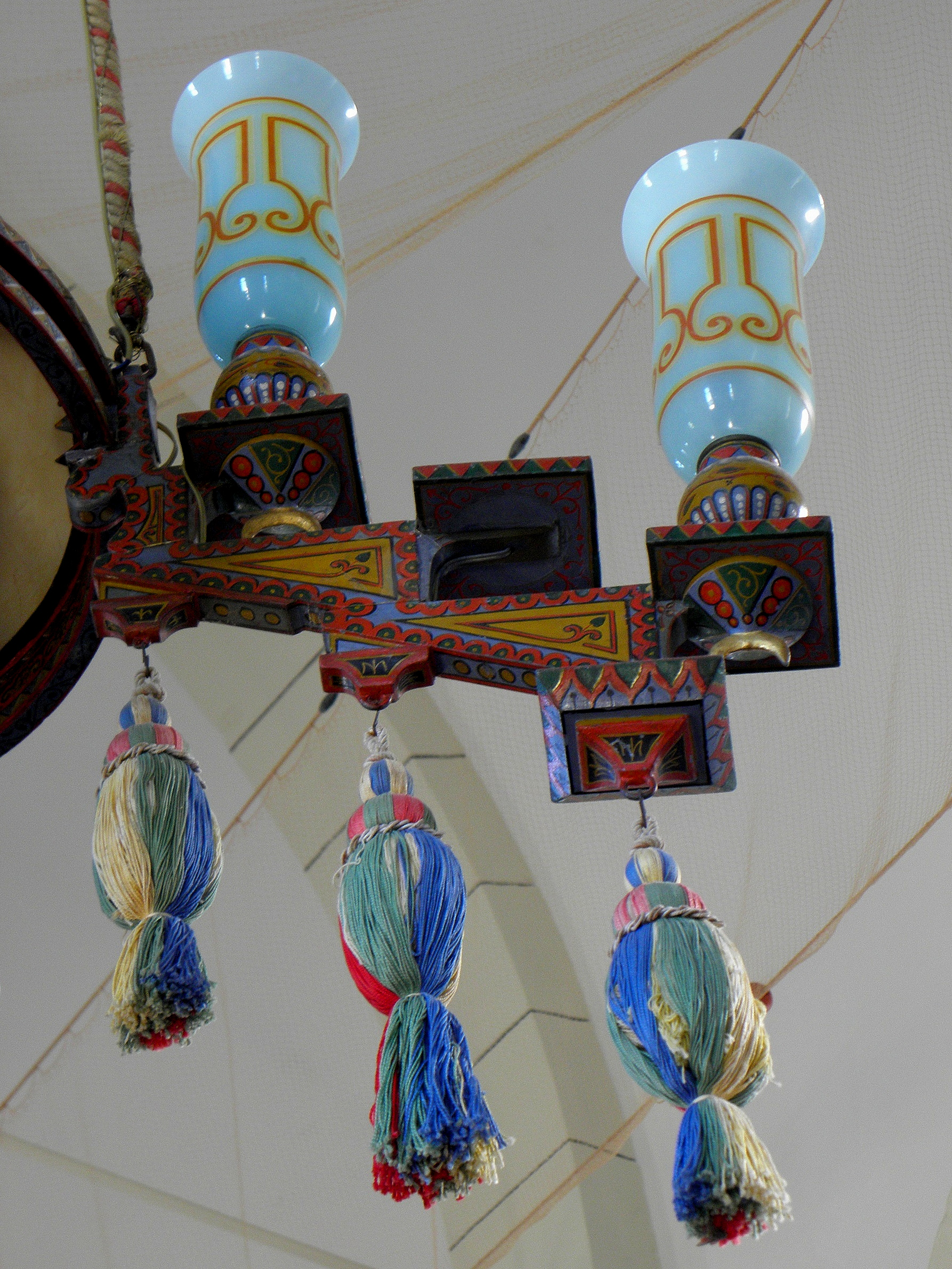
Détail du lustre.
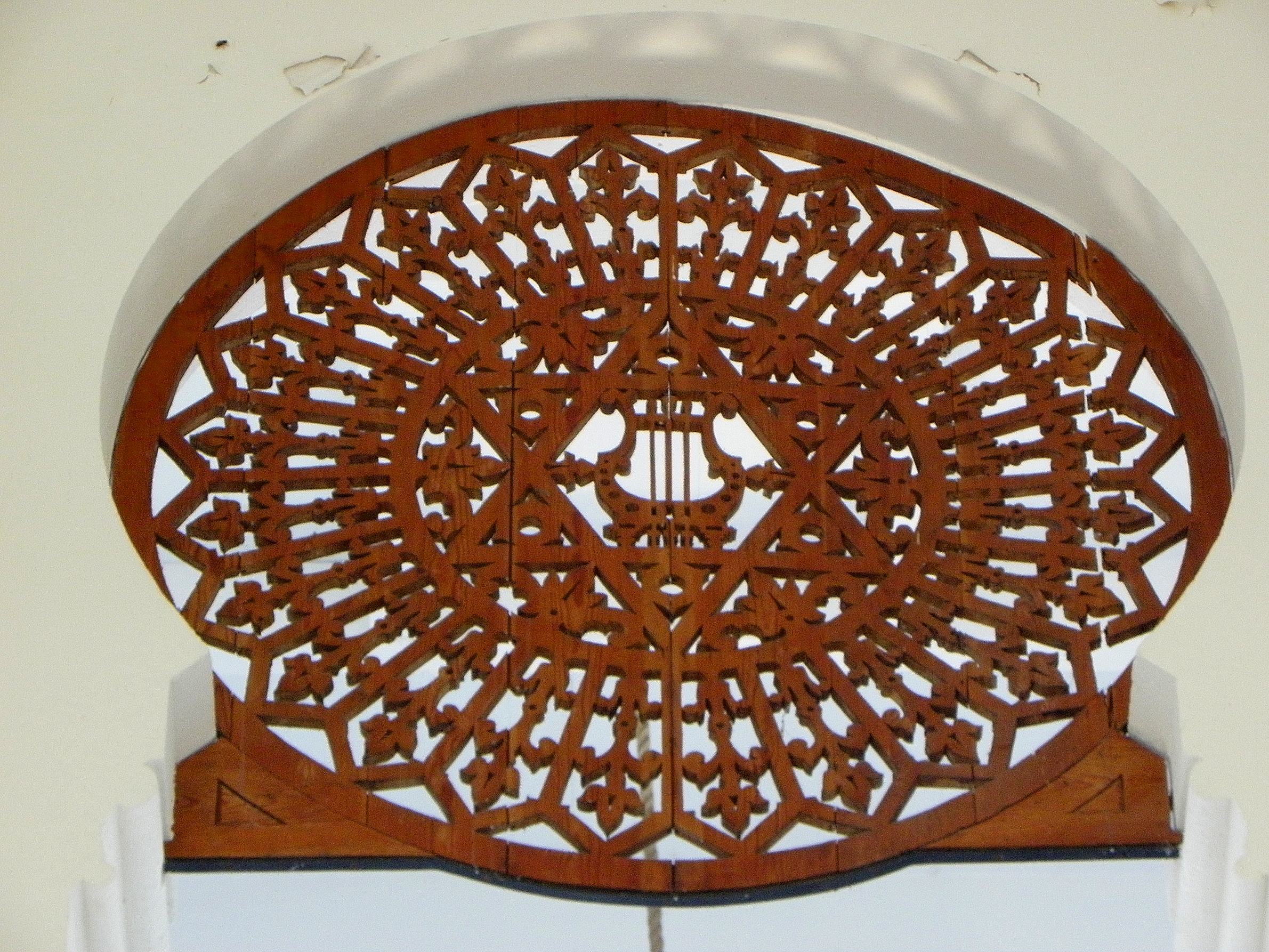
Détail.
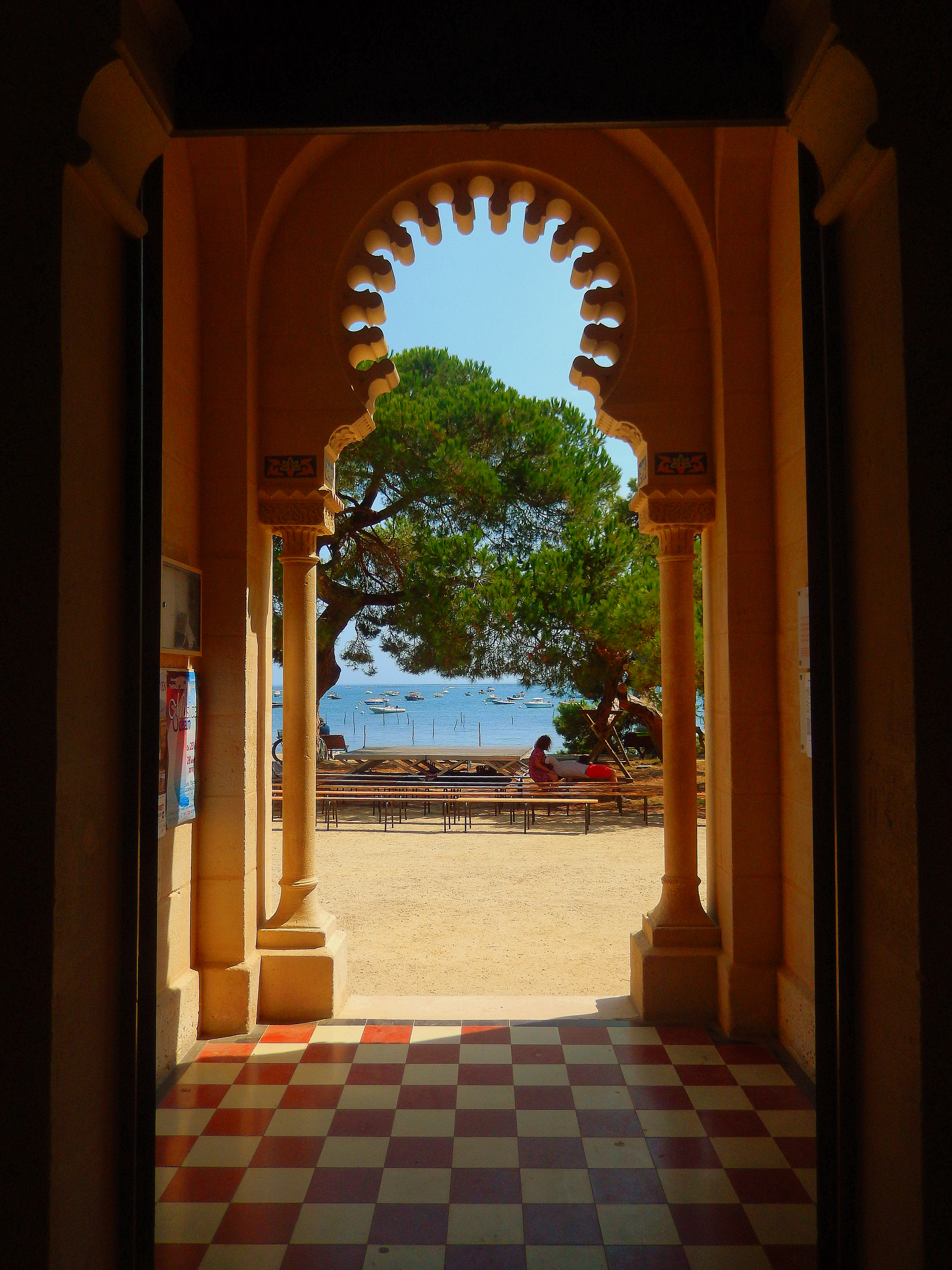
Porte vers l'extérieur.

## Pour approfondir